# Jamie Delgado
Jamie Delgado (Birmingham, 21 marzo 1977) è un allenatore di tennis ed ex tennista britannico.
Ha ottenuto i suoi migliori successi in doppio, con un best ranking di numero 57 del ranking ATP e due finali disputate nel circuito maggiore. 
Dopo il ritiro ha intrapreso la carriera da allenatore e ha collaborato con Gilles Müller, Andy Murray, Denis Shapovalov e Grigor Dimitrov.

## Carriera
Ottenne il suo best ranking in singolare il 20 agosto 2001 con la 121ª posizione mentre in doppio divenne il 24 settembre 2012, il 58º del ranking ATP.
I suoi risultati migliori in carriera furono ottenuti nel doppio, in particolare nell'estate 2012, quando in coppia con Ken Skupski raggiunse la finale nell'AEGON International, e furono sconfitti da Colin Fleming e Ross Hutchins, e nel Farmers Classic, dove persero la finale contro Ruben Bemelmans e Xavier Malisse.
Fu convocato nella squadra britannica di Coppa Davis in quattro occasioni tra il 1997 al 2006; tuttavia su sette incontri disputati collezionò esclusivamente sconfitte, due delle quali nel doppio in coppia con Andy Murray.

## Statistiche

### Tornei ATP

#### Doppio

##### Sconfitte in finale (2)
| Legenda singolare                                 |
| Grande Slam (0)                                   |
| ATP World Tour Finals (0)                         |
| ATP Masters Series / ATP Masters 1000 (0)         |
| ATP International Gold / ATP World Tour 500 (0)   |
| ATP International Series / ATP World Tour 250 (2) |

| N. | Data           | Torneo                          | Superficie | Compagno    | Avversari in finale            | Punteggio           |
| 1. | 16 giugno 2012 | AEGON International, Eastbourne | Erba       | Ken Skupski | Colin Fleming Ross Hutchins    | 4-6, 3-6            |
| 2. | 23 luglio 2012 | Farmers Classic, Los Angeles    | Cemento    | Ken Skupski | Ruben Bemelmans Xavier Malisse | 6(5)–7, 6-4, [7-10] |

### Tornei minori

#### Singolare

##### Vittorie (3)
| Legenda tornei minori |
| Challenger (3)        |
| Futures (0)           |

| N. | Data          | Torneo                                           | Superficie | Avversario in finale | Punteggio   |
| 1. | 2 agosto 1999 | Gramado Challenger, Gramado                      | Cemento    | Diego Veronelli      | 6-3, 7–6(4) |
| 2. | 9 agosto 1999 | BH Tennis Open International Cup, Belo Horizonte | Cemento    | Daniel Melo          | 6-2, 7–6(4) |
| 3. | 9 luglio 2001 | West of England Challenger, Bristol              | Erba       | Alexander Peya       | 6-3, 6-1    |

#### Doppio

##### Vittorie (17)
| Legenda tornei minori |
| Challenger (15)       |
| Futures (2)           |

| N.  | Data              | Torneo                                             | Superficie    | Compagno         | Avversari in finale                      | Punteggio         |
| 1.  | 12 agosto 2002    | Bronx Tennis Classic, New York                     | Cemento       | Arvind Parmar    | Karol Beck Tomáš Zíb                     | 7–6(6), 6-1       |
| 2.  | 8 settembre 2003  | ITF Future Casino de Bagnères, Bagnères-de-Bigorre | Cemento       | Chris Lewis      | Thomas Oger Nicolas Tourte               | 6-4, 6-4          |
| 3.  | 17 maggio 2004    | OSOOL Channel ITF Futures, Riad                    | Cemento       | Leonardo Tavares | Mustafa Ghouse Jhonathan Medina-Alvarez  | 6-2, 3-6, 6-3     |
| 4.  | 31 ottobre 2005   | Lambertz Open by STAWAG, Aquisgrana                | Sintetico (i) | James Auckland   | Lars Burgsmüller Michael Kohlmann        | 2-6, 7-5, 6-3     |
| 5.  | 28 agosto 2006    | Città di Como Challenger, Como                     | Terra rossa   | Jamie Murray     | Victor Crivoi Gabriel Moraru             | 6-2, 4-6, [10-7]  |
| 6.  | 31 dicembre 2007  | Aberto de São Paulo, San Paolo                     | Cemento       | Bruno Soares     | Brian Dabul Horacio Zeballos             | 6-1, 6-3          |
| 7.  | 17 agosto 2009    | Trani Cup, Trani                                   | Terra rossa   | Jamie Murray     | Simon Greul Alessandro Motti             | 3-6, 6-4, [12-10] |
| 8.  | 21 settembre 2009 | BMW Ljubljana Open, Lubiana                        | Terra rossa   | Jamie Murray     | Stéphane Robert Simone Vagnozzi          | 6-3, 6-3          |
| 9.  | 15 febbraio 2010  | GEMAX Open, Belgrado                               | Sintetico (i) | Ilija Bozoljac   | Dustin Brown Martin Slanar               | 6-3, 6-3          |
| 10. | 19 luglio 2010    | Guzzini Challenger, Recanati                       | Cemento       | Lovro Zovko      | Charles-Antoine Brézac Vincent Stouff    | 7–6(6), 6-1       |
| 11. | 24 gennaio 2011   | Heilbronn Open, Heilbronn                          | Cemento (i)   | Jonathan Marray  | Frank Moser David Škoch                  | 6-1, 6-4          |
| 12. | 7 marzo 2011      | Sarajevo Indoors, Sarajevo                         | Cemento (i)   | Jonathan Marray  | Yves Allegro Andreas Beck                | 7–6(4), 6-2       |
| 13. | 21 marzo 2011     | AEGON Pro Series Bath, Bath                        | Cemento (i)   | Jonathan Marray  | Yves Allegro Andreas Beck                | 6-3, 6-4          |
| 14. | 9 maggio 2011     | BNP Paribas Primrose Bordeaux, Bordeaux            | Terra rossa   | Jonathan Marray  | Julien Benneteau Nicolas Mahut           | 7-5, 6-3          |
| 15. | 7 novembre 2011   | AEGON Pro Series Loughborough, Loughborough        | Cemento (i)   | Jonathan Marray  | Sam Barry Daniel Glancy                  | 6-2, 6-2          |
| 16. | 13 febbraio 2012  | Internazionali Trismoka, Bergamo                   | Cemento (i)   | Ken Skupski      | Martin Fischer Philipp Oswald            | 7-5, 7-5          |
| 17. | 7 maggio 2012     | Roma Open, Roma                                    | Terra rossa   | Ken Skupski      | Adrián Menéndez Maceiras Walter Trusendi | 6-1, 6-4          |